# Chiesa di Santa Maria degli Angeli alle Croci
La chiesa di Santa Maria degli Angeli alle Croci è una delle più belle chiese barocche di Napoli; si erge in via Veterinaria, nei pressi dell'Orto Botanico.

## Storia
La chiesa ha assunto questo nome per la presenza della via crucis che veniva fatta sulla salita di via Michele Tenore dai Francescani Osservanti. La struttura religiosa è stata costruita assieme al Convento dei Francescani Osservanti, nel 1581. Dopo che venne attuata la riforma dell'ordine, il convento venne trasformato in un collegio e la riqualificazione della struttura venne affidata a Cosimo Fanzago; in seguito, questi provvide anche all'ammodernamento della chiesa.

## Descrizione
L'impianto della chiesa è tipicamente controriformistico, con una navata centrale e cappelle laterali. Sono da annoverare principalmente le pregevoli colonne in granito nell'atrio (provenienti dalla vicina basilica di San Giorgio Maggiore) e le varie opere scultoree del Fanzago.
La facciata è caratterizzata da pregevoli marmi intagliati, bianchi e grigi e dai due angeli, molto probabilmente, anch'essi opera del Fanzago.
L'intera struttura è stata restaurata dopo il terremoto del 1980, così come le opere pittoriche e scultoree collocate al suo interno.